# رونالد باول (لاعب كرة قدم)
رونالد باول (بالإنجليزية: Ronald Powell)‏ (19 نوفمبر 1947 - ) هو لاعب كرة قدم بريطاني في مركز الهجوم. لعب مع Brynäs IF Fotboll ‏.